# Jacques Hiver
 (janvier 2017).
Jacques Hiver est un auteur dramatique et scénariste français né le 20 novembre 1944 à Paris.

## Biographie
Après des études artistiques au Lycée technique des arts appliqués à l'industrie et au commerce (1961-1965), il est engagé au sein de l’imprimerie Royal Smeets Offset (Pays-Bas), dont il devient le directeur artistique pour la France (1967-1979). Après douze années dans le monde publicitaire, il décide de se consacrer entièrement à l’écriture. Depuis son premier téléfilm Le Fou de Buffon (1981), réalisé par Claude Vajda pour France 3, avec Jacques Dacqmine, il n’aura de cesse d’écrire pour la télévision, la radio et le théâtre. Son premier roman Ze Cercle est édité par Séguier, en 2011. Réédité par L'Harmattan, en 2016.
Il est Officier dans l'Ordre des Arts et Lettres et Grand Prix de l'Académie Charles Cros (1994. Hommage à Pierre Dux).

## Œuvres

### Théâtre
- Dialogue avec une jeune fille morte (1992), avec Jacques Dacqmine, Hélène Roussel et Claire Borotra.
- Lumière de Récife (2012), avec Pierre Lefebvre et Jacques-Marie Legendre.

### Télévision
- Le Fou de Buffon (1981), avec Jacques Dacqmine, Pierre Destailles et Antoinette Moya.
- Histoire de têtes (1984), avec Jean Maisonnave.
- L'Encyclopédie vivante (1988), avec Jean Barney.
- Programmes pour le bicentenaire de Buffon (1988).
- Le Monsieur de chez Maxim's (1994), avec Alain Mottet, Jean-François Perrier et Guillaume de Tonquedec.
- Histoire de l'aviation / L’Aéroport du Bourget (1999).
- Intrigues et Mésaventures, d'Abder Isker : Le Piège à gros rat, L'Oiseau rare, Comme deux gouttes d'eau.

### Radio
- Lydie P.R.I.A.M. (1988), avec Emmanuelle Riva, Claude Rich et Judith Magre. Texte édité par L'Harmattan (2023)
- Le Ciel est par-dessus le toit (1990), avec Jacques Dufilho et Renée Faure.
- Sidabloc 21, feuilleton en 5 épisodes (1990), avec Paul Barge et Anne Deleuze.
- La Princesse des pneus, avec Christine Kay, François Barbin et Elsa van Hees.
- Les Mille et un Jours, série de Pierre Billard : L’ascenseur est en panne, Le Piège à gros rat, Un Scorpion pour un bélier, Les Falaises d’Étretat, L’Immobile automobile, Faux départ, Un si joli puzzle, Le Premier de nous deux qui rira, Le Gros   mensonge
- Rideau rouge, série de Patrice Galbeau : Retour à la case départ.

### Illustrations sonores
- Le Discours sur le style, avec la voix de Jacques Dacqmine : célébration du bicentenaire de Buffon (1988).
- Le Palais idéal du Facteur Cheval, avec les voix de François Beaulieu et Lucienne Troka.

### Œuvres de concert
- Requiem a cappella Renaissance (2004), récitant : François Beaulieu, (sociétaire honoraire de la Comédie-Française).
- Gloria a cappella Renaissance (2006), récitant : François Beaulieu, (sociétaire honoraire de la Comédie-Française).

### Romans
- Ze Cercle ou Le Martyre de mademoiselle Iouropa Clarkov, éditions Atlantica Séguier, 2011. Réédition L’Harmattan, 2016.
- Le Macareux islandais, éditions L’Harmattan, 2014.
- Un salaud présumé, éditions L’Harmattan, 2016.
- L'Ordo ou Histoire future d'un petit peuple de déconnectés, éditions L’Harmattan, 2018.
- Chaud l'effroi !, éditions L’Harmattan, 2022.
- Hector Babet, éditions L’Harmattan, 2024

### Biographie et musicographie illustrée
- Maurice Jarre - Le Livre du centenaire 1924-2024, édition française. Blurb, 2024..
- Maurice Jarre The centenary book 1924-2024, édition anglaise. Blurb, 2024..

### Beaux livres
- Paris discret, éditions Blurb, 2015.
- La salle de spectacle de Victor Louis au Palais-Royal, éditions Blurb, 2016.
- Théâtre et Machines de théâtre, éditions Blurb, 2019.
- Comédie-Française - Demandez le programme !, éditions Blurb, 2020.
- Nouveaux Rêves de théâtre, éditions Blurb, 2022.

### Direction artistique, créations et productions sonores
- Pierre Dux (1994), coffret double CD en hommage à Pierre Dux, comédien et administrateur de la Comédie-Française, décédé en 1990.
- Maurice Jarre (1997), Musique de scène : l'intégrale, coffret triple CD, édité par Milan Music.
- Maurice Jarre (1997), Musique de scène : best off, album simple, édité par Milan Music.
- Les Grandes heures du TNP (2000), coffret 5 CD, édité par Rym musique.
- Maurice Jarre, œuvres de concert, album coproduit avec Lucas Kendall, édité par Film Score Monthly.
- Produits dérivés pour le Bicentenaire de Buffon d'après les gravures de l'Histoire naturelle (1988).

### Direction artistique, créations et productions graphiques
- Affiche officielle : Paris-Montbard (1988).
- Affiche du Conseil Régional de Bourgogne : Le Milan noir (1988).
- Affiche du Conseil Régional de Bourgogne n°1 : Les rapaces de Bourgogne (1988).
- Affiche du Conseil Régional de Bourgogne n°2 : Les rapaces de Bourgogne (1988).
- Affiche du Conseil Régional de Bourgogne: Les oiseaux de Bourgogne (1988).
- Affiche du Conseil Régional de Bourgogne n°1 : Les rapaces (1988).
- Jeu des 7 familles d'après les gravures de De Sève (France Cartes Grimaud. 1988).
- Jeu de 54 cartes d'après les gravures d'oiseaux de Martinet (France Cartes Grimaud. 1988).
- Jeu de 12 cartes postales d'après les gravures de De Sève (1988).
- Jeu de 12 cartes postales d'après les gravures d'oiseaux de Martinet (France Cartes Grimaud. 1988).
- Jeu de 54 cartes philatélique : littérature (France Cartes Grimaud - La Poste. 1990).
- Jeu de tarot philatélique : sites et monuments (France Cartes Grimaud - La Poste. 1990).

## Décorations
- Officier de l'ordre des Arts et des Lettres Il est promu officier le 12 mars 2019[1].